# Titoism
Titoism avser den form av socialism som utvecklades och tillämpades i Jugoslavien under Josip Broz Tito under efterkrigstiden. Det kan beskriva både en tolkning av marxistisk ideologi och det säregna realsocialistiska system som byggdes upp i landet. Andra förekommande benämningar var självförvaltningssocialism och jugoslavisk marxism.

## Etymologi
Beteckningen "titoism" användes aldrig officiellt i Jugoslavien, vare sig av Tito själv eller av Jugoslaviens kommunistförbund. Man menade snarare att Jugoslavien hade återgått till den sanna marxismen men "anpassat den efter Jugoslaviens situation" och alltså inte formulerat en ny ideologi. Med åren kom Tito istället att enbart kalla sig marxist. Titoism förekom snarare som ett öknamn som framför allt kom att användas av andra kommunistiska stater allierade med Sovjetunionen i sin kritik mot den oberoende socialistiska politik som tillämpades i Jugoslavien efter brytningen mellan Tito och Stalin. Under början av 1950-talet började flera av de kommunistiska satellitstaterna i Östeuropa ställa personer anklagade för att vara "titoister" inför rätta för att markera för Moskva att man tog avstånd från Titos version av socialism. 

## Historik

### Bakgrund
Det socialistiska systemet i Jugoslavien hade sitt ursprung i den splittring som uppstod mellan dess ledare under efterkrigstiden, Josip Broz Tito, och Josef Stalin. Splittringen hade både realpolitiska och ideologiska grunder som uppstod då Jugoslaviens kommunistiska parti hade gripit makten i landet och fördrivit den tyska ockupationsmakten år 1945. Marskalk Tito var betydligt mer självständig i sin ledarroll redan från början än övriga kommunistiska ledare i Östeuropa och det stod snart klart att han hade sin egen politiska agenda för Jugoslavien och visade sig mycket ovillig att foga sig efter de politiska direktiv som kom från Moskva. Hos Tito fanns dessutom en djup misstänksamhet  mot Stalin personligen, men också mot Sovjetunionen i sig. Under krigsåren hade de jugoslaviska partisanerna aldrig fått något särskilt betydande stöd från Moskva, varken officiellt eller inofficiellt. Det hade man däremot fått från framför allt Storbritannien men även från USA och därför ansåg sig Tito inte vara beroende av Sovjetunionen.
Åren efter kriget omorganiserades Federativa folkrepubliken Jugoslavien enligt en stalinistisk linje med en plan för snabb industrialisering, en ambitiös femårsplan implementerades 1947 som betonade just industrialisering och småjordbruken slogs ihop till stora kollektivjordbruk. Men Tito vägrade fortsatt att underkasta sig Stalin, som önskade se honom störtas och ersättas med en marionettledare, och konflikten urartade till den grad att Jugoslaviens kommunistiska parti uteslöts ur Kominform i juni 1948. Under senare halvan av 1940-talet kom Jugoslavien att successivt glida ifrån Sovjetunionen både diplomatiskt och politiskt för att i början av 1950-talet slutligen bryta totalt med både Moskva och de sovjetunderstödda regeringarna i övriga Östeuropa. Det skulle ta nästan 10 år innan relationerna mellan länderna började normaliseras igen. Jugoslavien isolerades österifrån, men fick fortsatt stöd från USA och Storbritannien utan att för den sakens skull överge den rådande linjen. Den stalinistiska ekonomiska politiken, med fokus på fullständig centralisering av all kontroll över ekonomin, fortsatte att bedrivas men ganska snart stod det klart att de nya reformerna blev katastrofala för både industrin och jordbruket och när landet drabbades av en svår torka 1950 blev regimen tvungen att tänka om. Utan att vara bunden av politiska direktiv från Sovjetunionen kunde Tito och de jugoslaviska kommunisterna därefter mer fritt arbeta för en annan tolkning av marxismen som de själva kallade för "en ny form av socialism", det som har kommit att bli känt som titoismen. År 1952 hölls Jugoslaviens kommunistiska partis sjätte partikongress där arbetarnas möjligheter att påverka beslut i fabrikerna slogs fast och partiets namn ändrades till Jugoslaviens kommunistförbund, för att betona rollen som ledande ideologisk kraft i samhället snarare än ett parti med maktmonopol.

### Omvärldens reaktioner

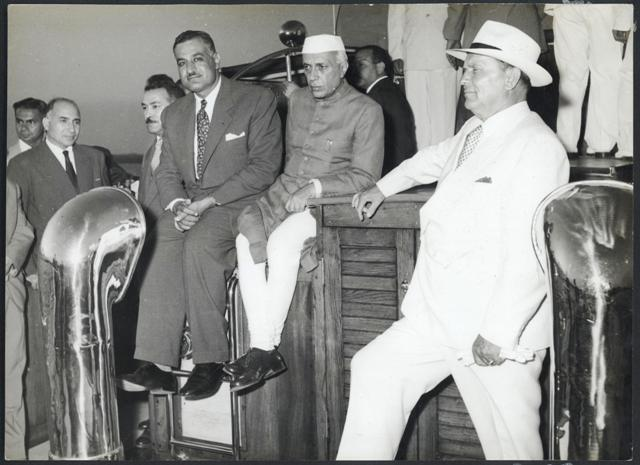
Tito, Nehru och Nasser år 1961.

Tito blev efter sin brytning med Sovjetunionen anklagad för att vara anhängare av trotskism och titoismen kallades i byråkratiska termer för "jugoslavisk trotskism". Den oberoende politiken inspirerade dock flertalet socialistiskt orienterade ledare i tredje världen så som Sukarno, Gamal Abdel Nasser, Muammar al-Gaddafi och Julius Nyerere som kom att anamma antingen delar av den eller inslag med titoismen som förlaga i sin egen politik. Även János Kádár, Ungerns kommunistiske ledare 1956-1988, införde under 1960-talet en serie ekonomiska reformer med tydlig inspiration från Jugoslaviens exempel. Jugoslavien var en av de ursprungliga medlemsstaterna i Alliansfria rörelsen som under kalla kriget verkade för oberoende från de båda stormaktsblocken som dominerade världspolitiken, en utrikespolitik som speglade Titos fientlighet till att låta främmande makter diktera villkoren för landets utveckling. Trots att man i Moskva efter avstaliniseringen och den kinesisk-sovjetiska brytningen till slut tvingades acceptera jugoslavisk alliansfrihet kunde man inte godta teorin att alliansfrihet gynnade socialistisk internationalism eller byggandet av socialism i tredje världen. I grannlandet Albanien dömdes det jugoslaviska systemet ut som lika med återinförandet av kapitalism.

## Filosofi
Kännetecknande för titoismen var det aktiva oberoendet av Moskva, den för ett socialistiskt system ovanligt decentraliserade statsapparaten och liberaliserade ekonomiska organisationen samt skapandet av ett marknadssocialistiskt ekonomiskt system. Den verkställande och ekonomiska makten fördelades bland de sex jugoslaviska delrepublikerna vars regionala parlament och regeringar i stort sett fick sköta sina interna angelägenheter utan att centralmakten i Belgrad ingrep, förutsatt att delrepublikernas politik inte gick utanför ramen för Kommunistförbundets officiella marxistiska politik. Denna arbetarsjälvförvaltning kritiserades hårt av ledarna för övriga östeuropeiska länder för att enligt dem frångå korrekt marxist-leninistisk organisering av det socialistiska samhället genom att "splittra" landets produktionsmedel genom att sprida ut dem hos befolkningen istället för att koncentrera resurserna i den centrala statsapparatens händer.
Tito stod personligen bakom det nya systemet men han godkände i praktiken enbart förändringarna; som landsfader blev han föremål för en omfattande personkult och sågs av många som den enande ledargestalt som otvetydigt stod över befolkningens etniska och religiösa skillnader. Idéerna hade utarbetats av tre toppar inom Jugoslaviens kommunistförbund ledda av partiets främste teoretiker och ideolog Edvard Kardelj, som ända fram till Titos död 1980 skulle vara en av de främsta teoretikerna som lade grunden för självförvaltningssocialismen i Jugoslavien. De två övriga framstående ideologerna var Milovan Djilas (som senare skulle bli en av Titos största kritiker) samt Boris Kidrič.

### Decentralisering och självförvaltning
En grundtanke i det socialistiska systemet som utvecklades i Jugoslavien var att de styrande kommunisterna skulle väcka arbetarklassens medvetenhet, genom utbildning snarare än påträngande kontroll som diktatoriskt avantgarde skulle Kommunistförbundet öppna upp för en utveckling av samhället för att slutligen nå det samhällsstadium då partiet själv skulle bli överflödigt. Det infördes ett system för decentraliserat beslutsfattande både i det offentliga livet och på arbetsplatsen så att inte människorna fjärmades från det pågående samhällsbyggandet utan istället aktivt kunde delta, vilket ansågs förebygga människors utnyttjande av varandra. Maktutövandet ansågs kunna effektiviseras om arbetarna själva hade ansvar för politiska och sociala frågor i allt större utsträckning, istället för statsinstitutioner långt ifrån dem som påverkades.
I 1963 års författning infördes ett femkammarsystem i det jugoslaviska parlamentet och varje delrepublik gavs rätten att organisera och genomföra sina egna parlaments- och regeringsval, i vilka de av Kommunistförbundet nominerade kandidaterna var långt ifrån självklara vinnare, även om inte vem som helst kunde ställa upp. Varje delrepublik fick också sköta bland annat sin egen budget och administrera sin egen polisstyrka. Varje delrepublik delades upp i mindre kommuner, s.k. folkråd med starkt inflytande över sina lokala angelägenheter. Den nya politiken innebar också en del förändringar i statsledningen. T.ex. infördes i författningen 1963 en praxis inom regeringen, politbyrån och centralkommittén som innebar att alla ministrar och andra ämbetsmän skulle börja rotera ofta på sina poster så att ingen hade samma ämbete för länge, en unik företeelse i de kommunistiska staterna under kalla kriget. Statsapparaten fick den svåra rollen att upprätthålla balansen mellan å ena sidan tendenser till så långtgående decentralisering att det kunde skapa anarki i samhället och å andra sidan tendenser till att skapa en allomfattande social stat vilket kunde hämma arbetarnas lokala självbestämmande.
Även jordbruket, näringslivet och industrin omfattades av den nya politiken; enligt 1950 års lag om självförvaltning skulle alla arbetsplatser skulle styras av så kallade arbetarråd som bestod av arbetare som förtroendevalts av sina kollegor. På arbetsplatser som hade mindre än 30 anställda fungerade hela arbetsstyrkan som ett arbetarråd. Edvard Kardelj proklamerade i parlamentet när lagen skulle debatteras att oavsett hur briljanta de ledande byråkraterna än må vara kan socialism endast byggas av de stora massorna, därför måste dessa inkluderas i det direkta beslutsfattandet på alla nivåer i statsapparaten.

## Systemets sammanbrott
Den utpräglade decentraliseringen som Titos särpräglade politik innebar ledde till att de jugoslaviska delrepublikerna med åren i praktiken allt mer gled ifrån varandra och förhållandena inom federationen mellan delrepublikerna blev med tiden allt mer ansträngda, i synnerhet efter Titos död år 1980. Den relativa enigheten mellan folkgrupperna i Jugoslavien, som under lång tid funnits, ersattes av tilltagande etniska, rasistiska och nationalistiska spänningar vilket inte sällan stöddes av lokala politiker som såg större politiska fördelar i att sätta hemregionen och den egna folkgruppen före den jugoslaviska federationens gemensamma intressen. Den högsta statsledningen bestod efter Titos död av ett kollektivt ledarskap där man lät ordförandeposten rotera mellan de olika delrepublikernas regionala ledare. Tanken var att detta skulle balansera maktfördelningen inom federationen och göra den mer rättvis, men det fick rakt motsatt effekt och ledde i stället till att politikerna i de olika delrepublikerna började motarbeta varandra. Den politiska decentraliseringen gjorde att den federala regeringen i Belgrad i praktiken var helt maktlös inför denna utveckling och statsbyråkratin lamslogs. Detta sammanföll med att ekonomin successivt försämrades, utlandsskulderna ökade dramatiskt efter oljekrisen 1973 och de inrikes ekonomiska förhållandena präglades av ineffektivitet både på den enskilda arbetsplatsen och i handeln mellan olika regioner, där de rikare delrepublikerna i den norra delen av landet mer och mer motsatte sig att betala för de fattigare i söder. Alla dessa faktorer eldade på spänningarna mellan folkgrupperna och trossamfunden ännu mer och minskade känslan av nationell samhörighet, Jugoslavien hade hamnat i en ond cirkel och landets sönderfall påskyndades under 1980-talets gång samtidigt som titoismen som applicerad ideologi i stort ersattes av etnonationalism och religiös sekterism. Samtidigt som kalla kriget gick mot sitt slut och de kommunistiska enpartisystemen föll i övriga Östeuropa gick även de sista nominella resterna av det rådande systemet i Jugoslavien under när de jugoslaviska upplösningskrigen bröt ut år 1991.